# U 3003
U 3003 war ein deutsches U-Boot des Typs XXI, welches am Ende des Zweiten Weltkrieges als Erprobungsboot bei der 4. U-Flottille für die neueste Radar- und Horchtechnologien verwendet wurde.

## Geschichte
U 3003 wurde am 6. November 1943, zusammen mit 62 weiteren Typ XXI Booten, bei der Bremer AG Weser in Auftrag gegeben. Die Kiellegung begann nach dem Aufschleppen der Sektionen am 27. Mai 1944 unter der zeitweiligen Bezeichnung „Neubau 1162“. Der Stapellauf fand am 18. Juli, nur zwei Monate nach der Kiellegung, statt und die Indienststellung unter Oberleutnant zur See Ludo Kregelin, ehemals Kommandant von den Schulbooten U 60, U 38 und des ersten Schnorchelbootes U 236, erfolgte am 22. August 1944.
Als Wappen führte U 3003 die vier Asse von U 107, welche sich vor einem mit Eichenlaub umkränzten Ritterkreuz des Eisernen Kreuzes befanden. Dieses Wappen war identisch mit dem von Kapitänleutnant Volker Simmermachers Typ XXI Boot U 3013, weil Simmermacher früher der Kommandant von U 107 war. Es ist jedoch unklar, warum das Wappen von Oberleutnant Kregelins Boot geführt wurde, da er keine Verbindung zu U 107 hatte.
Während seiner Dienstzeit erprobte U 3003 neben einer neuen Horchanlage auch einen glatten Hüllenkörper aus 3-mm-V2A-Stahl. Diese Hülle sollte dazu dienen, das Empfangsteil des ›Balkongerätes‹ am Bug zu überziehen, um noch weiter Horchen zu können. Ende Februar 1945 führte U 3003 mit der neuen Stahlhülle einen Tieftauchversuch durch, welche noch eine maximale Horchreichweite von 3000 bis 4000 m bei 15,5 kn ermöglichte.

## Verlust
Während eines Luftangriffes auf Kiel am 4. April 1945 lagen mehrere U-Boote in der Werft oder im Hafenbecken. Als die Bomben fielen, wurden die Holwaldtswerke besonders in Mitleidenschaft gezogen: schwere Beschädigung am gesamten Werftgelände sowie ein zerstörtes U-Boot, nämlich U 3003, welches im Trockendock einen Bombenvolltreffer erhielt und explodierte. Wenige Tage später regnete es auch Bomben über den Deutschen Werken, wo der Schaden noch höher war: noch schwerere Beschädigungen am Werftgelände, ein gekenterter Schwerer Kreuzer und zwei im Trockendock schwer beschädigte U-Boote. Bei dem Schweren Kreuzer handelte es sich um das umklassifizierte Panzerschiff Admiral Scheer, welches nach den Bombentreffern schwer beschädigt kenterte. Das Wrack wurde nach dem Krieg teilweise abgebrochen und das Hafenbecken später mit den Überresten zugeschüttet.
Bei den U-Booten handelte es sich um das Typ IX C/40 Boot U 1227 unter dem Kommando Kapitänleutnant Friedrich Altmeier, welches vor mehreren Monaten von einer 104 Tage langen Feindfahrt heimkehrte, und um das Typ XXI Boot U 2516 unter dem Kommando von Oberleutnant zur See Fritz Kallipke, welche so schwer beschädigt wurden, dass sie außer Dienst gestellt werden mussten.
Die Reste der U 3003 wurden nach dem Krieg gehoben und endgültig abgewrackt.